# Pixelfed
Pixelfed is een vrije en open-source sociale netwerkdienst voor het delen van afbeeldingen. Het platform maakt gebruik van een gedecentraliseerde architectuur, grofweg vergelijkbaar met e-mailproviders. Dit betekent dat gebruikersgegevens niet op één centrale server worden opgeslagen. Pixelfed maakt gebruik van het ActivityPub -protocol, waardoor gebruikers interactie kunnen hebben met andere sociale netwerken binnen dat protocol, zoals Mastodon, PeerTube en Friendica. Pixelfed en andere platforms die dit protocol gebruiken worden beschouwd als onderdeel van Fediverse.
Net als Mastodon bevat Pixelfed chronologische tijdlijnen zonder algoritmen voor inhoudsmanipulatie. Het heeft ook als doel om privacygericht te zijn, zonder analyses of tracking van derden. Net als verschillende andere sociale platforms biedt Pixelfed de mogelijkheid om accounts te blokkeren. Volgers moeten vooraf door de eigenaar worden goedgekeurd.

## Functies
Pixelfed heeft functies voor het delen van foto's die vergelijkbaar zijn met die van Instagram en wordt soms beschouwd als een 'ethisch' alternatief voor Instagram. Gebruikers kunnen foto's, verhalen en collecties posten via een onafhankelijk gedistribueerde Pixelfed-instantie. Berichten die in dezelfde Pixelfed-instantie als de gebruiker worden geplaatst, worden weergegeven in de Lokale Feed, terwijl berichten van andere Fediverse -instanties beschikbaar zijn in de Algemene Feed. In de Home Feed worden echter alleen de berichten van gevolgde gebruikers weergegeven. Op de discover-pagina worden afbeeldingen getoond die voor gebruikers interessant kunnen zijn.
Bij elk bericht mogen maximaal 20 foto's of video's worden bijgevoegd. Pixelfed heeft ook enkele functies die ook in  Mastodon zitten, waaronder de nadruk op discovery feeds en inhoudswaarschuwingen. 
Officiële apps voor zowel Android als iOS zijn vanaf januari 2025 in de publieke bètafase.

## Beveiliging
Pixelfed ondersteunt tweefactorauthenticatie via TOTP- mobiele apps.

## Ontvangst
NLnet betoogde in 2020 dat de tools en functies van Pixelfed het een "aantrekkelijker (en ethischer) alternatief" voor Instagram maken. 
In december 2022 schreef John Voorhees een gedetailleerde recensie over het gebruik van Pixelfed op iOS, en zei: "Pixelfed is een soort gedecentraliseerde versie van Instagram die het ActivityPub-protocol heeft overgenomen."
In februari 2023 schreef Andrew C. Oliver, columnist voor InfoWorld, in een uitgebreid onderzoek naar de vraag of Facebook, Twitter en Instagram vervangen moesten worden door de fediverse: "Mastodon en Pixelfed voelen veiliger dan hun niet-gefedereerde tegenhangers" en zei dat Pixelfed het fediverse-antwoord is op Instagram. Oliver gaf ook aan dat het nog vroeg is "in de Pixelfediverse", de inhoud is weliswaar schaarser, maar wel interessanter of op zijn minst niet manipulatief. Charlie Sorrel van Lifewire zei dat Pixelfed de flexibiliteit van Mastodon laat zien en het potentieel heeft om veel beter te zijn dan Twitter vanwege ActivityPub.
Het gebruik van Pixelfed is besproken in boeken en congresverslagen.
In januari 2025 meldde 404 Media dat Meta alle berichten op Facebook blokkeerde die links naar Pixelfed bevatten.